# Palazzo Pio
Palazzo Pio è un palazzo signorile cinquecentesco di Tresigallo, in provincia di Ferrara.

## Storia
Venne costruito tra il 1517 e il 1531 da Alessandro Feruffino, capitano delle milizie del duca Alfonso I d'Este nella tenuta detta "La motta". Le proprietà a Tresigallo gli venivano dalla moglie, Caterina Machiavelli Dalle Frutta. Passò quindi in eredità alla figlia Ippolita, sposata a Federico Quais (detto Quaino) di Mantova, e da questi alla figlia Fiordimonte Quaina, sposata a Giovan Francesco Nigrisoli.
Nel 1622 subentrarono nel possesso del castello i Gualengo, ma nel 1653, in assenza di un erede maschio la mensa arcivescovile assegnò la proprietà al cardinale Carlo Pio di Savoia, dal quale passò ai suoi nipoti: in questo periodo la residenza venne utilizzata dai fattori della tenuta. All'estinzione del ramo spagnolo della famiglia, nel 1776 passò ai Falcò e quindi alla pubblica amministrazione durante il dominio francese.
Venduto ad una lunga serie di proprietari, passò ancora nel 1872 alla "Società bonifiche territori ferraresi". Il solo palazzo venne ancora venduto nel 1914, fino ad essere acquistato nel 2009 dal comune di Tresigallo. 
Nel 2022 sono terminati i lavori di recupero e restauro dell'edificio ed è stato riaperto per ospitare eventi e mostre temporanee  .

## Descrizione
La struttura è a pianta quadrata a tre piani, con murature di mattoni pieni a faccia vista e muri a scarpata e con solai in legno. Vi si aggiungono due torri sulla facciata principale (lato sud), di cui la più alta ha una scala con volta a botte in mattoni pieni. In origine la facciata era preceduta su questo lato da un portico a colonne, successivamente demolito.
Il palazzo reca tracce anche di numerosi altri rimaneggiamenti successivi (tamponatura delle finestre sul prospetto, superfetazioni, cambiamento della disposizione interna). Alla torre più alta si addossano ambienti di servizio moderni, mentre altri più antichi sono stati nel tempo demoliti.
La torre doveva assolvere ai compiti di difesa del palazzo e delle sue pertinenze, legate all'attività agricola.
Negli anni quaranta erano state viste tracce di affreschi, ma le pareti oggi risultano tutte imbiancate.